# Andreasstrip
Een andreasstrip is een rubberen of kunststof strook die op het wegdek van een rijstrook kan worden geplaatst. De strippen worden toegepast om het wegverkeer op de nadering van wegwerkzaamheden en een wegversmalling te attenderen. Ze zijn vooral bedoeld voor automobilisten die aankondigingsborden negeren of gemist hebben.
Meestal worden drie strippen met vijf meter tussenafstand op een rij gelegd, wat zorgt voor een oneffenheid die de onoplettende automobilist een voelbare waarschuwing geeft. Hierdoor zorgen de strippen voor een hogere veiligheid voor de weggebruiker en beschermen ze de zogenaamde actiewagens (pijlwagens) tegen aanrijdingen.
In Nederland werden deze andreasstrips, uitgevonden door André Timmermans, dienstkringhoofd van Rijkswaterstaat, in 1988 op grote schaal in gebruik genomen. Dit was een van de redenen voor een forse daling van het aantal botsingen met actiewagens.